# Мадона дела Ровере (Торино)
Мадона дела Ровере је насеље у Италији у округу Торино, региону Пијемонт.
Према процени из 2011. у насељу је живело 22 становника. Насеље се налази на надморској висини од 251 м.